# دياميلا إلتيت
دياميلا إلتيت (Diamela Eltit) من مواليد 1947، سانتياغو في تشيلي كاتبة تشيلية معروفة وأستاذة جامعية. بين عامي 1966 و 1976 تخرجت من الجامعة الكاثوليكية في تشيلي، وتلتلها الدراسات العليا في الأدب في جامعة تشيلي في سانتياغو.
في عام 1977 بدأت تعليم الأدب الاسباني كمعلمة للمدارس الثانوية في العديد من المدارس العامة في سانتياغو، مثل المعهد الوطني وليسيو كارميلا كارفاجال.
في عام 1984 بدأت التدريس في الجامعات في تشيلي.
وخلال السنوات الثلاثين الماضية، شاركت في المؤتمرات والندوات والمناسبات الأدبية في جميع أنحاء العالم، في أوروبا وأفريقيا وشمال أمريكا اللاتينية. وقد كانت عدة مرات أستاذ زائر في جامعة كاليفورنيا في بيركلي، وأيضا في جامعة جونز هوبكنز، جامعة ستانفورد، وجامعة واشنطن في سانت لويس، وجامعة بيتسبرغ، جامعة فرجينيا.
ومنذ عام 2007، بجامعة نيويورك، حيث تشغل منصب التدريس كأستاذ زائر عالمي متميز في برنامج الكتابة الإبداعية باللغة الإسبانية.
في العام الدراسي 2014-2015 تم دعوة إلتي من قبل جامعة كامبريدج، المملكة المتحدة، لرئاسة كرسي سيمون بوليفار في مركز دراسات أمريكا اللاتينية. منذ عام 2014 توضع أرشيفات دياميلا الشخصية والأدبية في جامعة برينستون. من خلال حياتها المهنية شاركت عدة مئات من الكتاب الشباب في أمريكا اللاتينية كطلاب في ورش العمل الأدبية التي تحظى بتقدير كبير.
في عام 1973، بعد الانقلاب العسكري، قررت إلتي البقاء في تشيلي. بدأت خلال هذه الفترة بنشر مخطوطاتها الأولى. عندما عادت الديمقراطية في عام 1990 كانت ملحق ثقافي في السفارة الشيلية في المكسيك حتى عام 1994. خلال عدة فترات كانت ممثلة لمجلس الجامعات التشيلية للمجلس الوطني للكتاب، حيث يتم تعريف وتعزيز السياسات المتعلقة بنشر الكتب وممارسات القراءة. وقد كتبت للعديد من المجلات والصحف.
في عام 1979 أنشأت إلتيت مع الشاعر راؤول زوريتا، والفنانين لوتي روزنفيلد وخوان كاستيلو وعالم الاجتماع فرناندو بالسيلز كولكتيو مجموعة (CADA)، وهو جزء من الطليعة من ما يسمى إسكينا دي أفانزادا. وكافح كادا لإعادة صياغة الدوائر الفنية تحت حكم الديكتاتورية بينوشيه.
في عام 1980 نشرت إلتيت كتابها الأول، Una milla de cruces sobre el pavimento، وهو مجموعة من المقالات.
قدمت روايتها الأولى، Lumpérica، في عام 1983.
قالت إلت على الإنترنت إن عقد 1980 كان معقدا بشكل خاص للمثقفين الشيليين الذين اضطروا إلى وضع استراتيجيات لنشر وتعميم عملهم في بيئة ثقافية حيث توجد الرقابة. في هذا السياق، فإن المنشورات النسائية تمثل إسهاما كبيرا لأنها تولد مساحات تفكير متجددة بشأن القضايا السياسية والمواضيع مثل الحياة الجنسية والسلطوية والحياة المنزلية والهوية الجنسية.
```
كانت إلتيت جزءا من الجيل الجديد، ولم تقتصر على صياغة مشروع أدبي - نظري، جمالي، بل طورت أيضا عملا مرئيا كعضو في كادا ".
```

ومنذ ذلك الحين واصلت دياميلا إلتيت نشر الروايات والمقالات حتى اليوم. وقد عرضت العديد من رواياتها على المسرح من قبل مجموعات مسرحية مختلفة في عدة بلدان. كما تم نشر العديد منها في تشيلي والأرجنتين والمكسيك وإسبانيا وبلغات أخرى مثل الإنجليزية والفرنسية واليونانية والإيطالية، وفي المستقبل القريب، البرتغالية. في عام 2012 توصلت دار التحرير الإسبانية Periférica ؛إلى اتفاق مع دياميلا إلتيت لإعادة نشر كل رواياتها.
تم اختيار ثلاث رواية لإلتيت كجزء من القائمة التي تم اختيارها في عام 2007 من قبل 81 من الكتاب اللاتين أمريكان والإسبانيين في مجلة سيمانا الكولومبية؛ كأفضل 100 رواية باللغة الإسبانية في السنوات ال 25 الماضية وهن: Lumpérica (Nº58)، El cuarto mundo (Nº67) ؛ Los vigilantes (Nº100)؛.
في عام 2016 مجلة بابيليا، في إسبانيا، اختارت واحدة من روايات التيت باعتبارها واحدة من أفضل 25 من القرن الحادي والعشرين.

## الحياة الشخصية
إلتيت لديها ابنتان وابن. وهي متزوجة من خورخي أريت عام 1998، المحامي والاقتصادي، والرئيس السابق للحزب الاشتراكي، وفي عام 2009 كان المرشح الرئاسي يمثل تحالفا بين الحزب الشيوعي والجماعات اليسارية والإنسانية والمسيحية اليسارية.

## الجوائز
- José Nuez Martín, 1995 por Los vigilantes
- Iberoamericano de Letras José Donoso 2010
- Nominated to Prize Altazor 2011 in the novels category with Impuesto a la carne
- Finalist in the Prize Rómulo Gallegos 2011 with Impuesto a la carne13
- Prize Altazor 2014 in the fiction category for Fuerzas especiales

## أعمالها
- Lumpérica, novela, Las Ediciones del Ornitorrinco, Santiago, 1983; descargable desde el portal Memoria Chilena
- Por la patria, novela, Las Ediciones del Ornitorrinco, Santiago, 1986; descargable desde el portal Memoria Chilena
- El cuarto mundo, novela, Planeta, Santiago, 1988
- El padre mío, libro de testimonios, Francisco Zegers Editor, Santiago, 1989; descargable desde el portal Memoria Chilena
- Vaca sagrada, novela, Planeta, Buenos Aires, 1991
- El infarto del alma, libro documental, con fotografías de Paz Errázuriz, 1994
- Los vigilantes, novela, Sudamericana, Santiago, 1994
- Crónica del sufragio femenino en Chile, ensayo, Servicio Nacional de la Mujer SERNAM, Santiago, 1994; descargable desde el *portal Memoria Chilena
- Los trabajadores de la muerte, novela, Seix Barral, Santiago, 1998
- Emergencias. Escritos sobre literatura, arte y política, ensayos, Planeta, Santiago, 2000
- Mano de obra, novela, Seix Barral, Santiago, 2002; descargable desde el portal Memoria Chilena
- Puño y letra, sobre Carlos Prats, Seix Barral, Santiago, 2005. Aunque publicado por la editorial como novela, Eltit reconoce *que no lo es: "Lo que sí le puedo decir taxativamente es que no es una novela, no lo es, más allá de que la editorial la *incluya bajo ese prisma".14
- Jamás el fuego nunca, novela, Seix Barral, Santiago, 2007
- Signos vitales. Escritos sobre literatura, arte y política, ensayos, Ediciones UDP, Santiago, 2007
- Colonizadas, relato en la antología Excesos del cuerpo. Ficciones de contagio y enfermedad en América Latina, Eterna Cadencia, *Buenos Aires, 2009
- Impuesto a la carne, novela, Seix Barral, Santiago / Eterna Cadencia, Buenos Aires, 2010
- Antología personal, editorial de la Universidad de Talca, 2012
- Fuerzas especiales, novela, Seix Barral, Santiago, 2013
- Répicas. Escritos sobre literatura, arte y política, ensayos, Editorial Planeta, Santiago (2016, en prensa)

## وصلات خارجية
- دياميلا إلتيت على موقع IMDb (الإنجليزية)
- دياميلا إلتيت على موقع الموسوعة البريطانية (الإنجليزية)
- دياميلا إلتيت على موقع قاعدة بيانات الفيلم (الإنجليزية)